# Eccellenza Friuli-Venezia Giulia 2014-2015
Il campionato italiano di calcio di Eccellenza regionale 2014-15 è il 24° organizzato in Italia. Rappresenta il quinto livello (1° regionale) del calcio italiano.
Questo è il girone organizzato dal Comitato Regionale Friuli-Venezia Giulia.

## Stagione

### Novità
Venerdì 29 agosto 2014 nella sala riunioni del Best Western Hotel Là di Moret a Udine oltre al calendario vengono illustrate le novità per la nuova stagione:
- No play-off - non ci saranno i play-off di Eccellenza. La necessità di comunicare entro metà maggio il nome della partecipante i play-off nazionali rende impossibile la disputa di quelli regionali in Friuli-Venezia Giulia visto che il campionato finisce il 3 maggio. Potranno essere effettuati in futuro a patto che le squadre accettino di iniziare prima il campionato.
- Anticipi - ci saranno solo quelli definiti dal Comitato Regionale, il cosiddetto Sabato del nostro calcio, solitamente i derby. Non ci saranno più le intere giornate di Eccellenza e Promozione anticipate al sabato visto lo scarso gradimento espresso dalle società.
- Recuperi - sono previste due domeniche libere (21 dicembre e 1º marzo) per lo svolgimento di eventuali recuperi.
- Torneo delle Regioni - non sarà disputato nella settimana di Pasqua bensì a fine campionato (dal 30 maggio al 7 giugno) in Lombardia.
- Inoltre è stata illustrata la formula delle Coppe Italia e Coppe Regione della prossima stagione (niente più prima fase a gironi su base geografica, bensì subito eliminazione diretta andata-ritorno con sorteggio integrale), il programma degli incontri formativi per arbitri, presidenti, allenatori e capitani delle squadre, e infine l'accorpamento delle squadre femminili di Serie C (ormai rimaste solo in 4) al girone Veneto.

### Formula
con il CU 016 del 04/09/2014 il Comitato Regionale Friuli-Venezia Giulia ha comunicato le regole dei play-out e del meccanismo promozioni-retrocessioni.

### Avvenimenti
Col CU 001 del 01/07/2014 il Comitato Regionale F.V.G ha comunicato le 16 squadre aventi diritto di partecipare al campionato di Eccellenza del Friuli Venezia Giulia 2014-15:
- 11 hanno mantenuto la categoria: Azzanese, Chions, Cjarlins Muzane, Gemonese, I.S.M. Gradisca, Lumignacco, Manzanese, San Daniele, Tolmezzo Carnia, Tricesimo e Virtus Corno
- 2 sono state retrocesse dalla Serie D : Sanvitese e U.F.Monfalcone
- 3 sono state promosse dalla Promozione : Torre e Vesna (vincitrici dei gironi) e Cordenons (vincente play-off)

A seguito della mancata iscrizione di Azzanese e San Daniele, col CU 010 del 07/08/2014 il Comitato Regionale F.V.G ha comunicato che sono state ripescate dalla graduatoria dei play-off di Promozione Ol3 (2ª) e Zaule Rabuiese (3°)

## Squadre partecipanti
| Club                                 | Città (provincia)                 | campo di gioco                                      | Stagione 2013-2014                                  |
| ------------------------------------ | --------------------------------- | --------------------------------------------------- | --------------------------------------------------- |
| A.P.C. Chions                        | Chions (PN)                       | F.Tesolin, via Garibaldi, Chions                    | 6ª in Eccellenza. Detentore Coppa Eccellenza        |
| A.S.D. Cjarlins Muzane               | Carlino e Muzzana (UD)            | E.Della Ricca, via Rizzolo, Carlino                 | 8ª in Eccellenza                                    |
| A.S.D. Cordenons                     | Cordenons (PN)                    | Assi, Via Braida d'Andrea 31, Cordenons             | 2ª in Promozione/gir. A. 1ª nei play-off            |
| A.S.D. Gemonese                      | Gemona del Friuli (UD)            | Simonetti, via del Bersaglio 14, Gemona             | 9ª in Eccellenza                                    |
| A.S.D. I.S.M. Gradisca               | Gradisca d'Isonzo (GO)            | G.Colaussi, via dei Campi, Gradisca                 | 12ª in Eccellenza. Salva dopo i play-out            |
| A.S.D. Lumignacco                    | Lumignacco di Pavia di Udine (UD) | via Carnia, Lauzacco di Pavia di Udine              | 7ª in Eccellenza                                    |
| A.S.D. Manzanese 1919                | Manzano (UD)                      | via Olivo 8, Manzano                                | 10ª in Eccellenza                                   |
| A.S.D. Ol3                           | Faedis (UD)                       | via Casali Bertossi 17, Faedis                      | 5ª in Promozione/gir. B. 2ª nei play-off            |
| A.S.D. Sanvitese                     | San Vito al Tagliamento (PN)      | Comunale, viale Prodolone 40, S.Vito                | 17ª in Serie D/gir. C                               |
| A.S.D. Tolmezzo Carnia               | Tolmezzo (UD)                     | F.lli Ermano, via Val di Gorto 28, Tolmezzo         | 13ª in Eccellenza. Salva dopo i play-out            |
| A.S.D. Torre                         | Pordenone                         | via Peruzza 8, Pordenone                            | 1ª in Promozione/gir. A. Detentore Coppa Promozione |
| A.S.D. Tricesimo                     | Tricesimo (UD)                    | A.Giordano, via San Francesco 108, Tricesimo        | 5ª in Eccellenza                                    |
| A.S.D. Unione Fincantieri Monfalcone | Monfalcone (GO)                   | Cosulich, via Cosulich 40, Monfalcone               | 14ª in Serie D/gir. C. Retrocessa dopo i play-out   |
| S.S. Vesna                           | Santa Croce di Trieste            | loc. Santa Croce 768, Trieste                       | 1ª in Promozione/gir. B                             |
| A.S.D. Virtus Corno                  | Corno di Rosazzo (UD)             | G.A.Cudiz, via dei Pini 7, Corno di Rosazzo         | 4ª in Eccellenza                                    |
| A.S.D. Zaule Rabuiese                | Aquilinia di Muggia (TS)          | N.Corrente, via Di Zaule 74, loc. Aquilinia, Muggia | 3ª in Promozione/gir. B. 3ª nei play-off            |

## Classifica finale
|  | Pos. | Squadra         | Pt | G  | V  | N  | P  | GF | GS | DR  |
|  | ---- | --------------- | -- | -- | -- | -- | -- | -- | -- | --- |
|  | 1.   | UF Monfalcone   | 75 | 30 | 24 | 3  | 3  | 81 | 25 | +56 |
|  | 2.   | Cjarlins Muzane | 60 | 30 | 18 | 6  | 6  | 52 | 29 | +23 |
|  | 3.   | Vesna           | 55 | 30 | 17 | 4  | 9  | 49 | 32 | +17 |
|  | 4.   | Cordenons       | 53 | 30 | 15 | 8  | 7  | 41 | 26 | +16 |
|  | 5.   | Lumignacco      | 51 | 30 | 15 | 6  | 9  | 46 | 31 | +15 |
|  | 6.   | Tricesimo       | 45 | 30 | 13 | 6  | 11 | 31 | 35 | -4  |
|  | 7.   | Virtus Corno    | 41 | 30 | 12 | 5  | 13 | 46 | 41 | +5  |
|  | 8.   | Manzanese       | 40 | 30 | 10 | 10 | 10 | 32 | 32 | 0   |
|  | 9.   | Chions          | 40 | 30 | 10 | 10 | 10 | 37 | 34 | +3  |
|  | 10.  | Tolmezzo        | 39 | 30 | 11 | 6  | 13 | 31 | 33 | -2  |
|  | 11.  | Sanvitese       | 38 | 30 | 9  | 11 | 10 | 38 | 38 | 0   |
|  | 12.  | ISM Gradisca    | 36 | 30 | 10 | 6  | 14 | 28 | 38 | -10 |
|  | 13.  | Gemonese        | 30 | 30 | 7  | 9  | 14 | 26 | 35 | -9  |
|  | 14.  | Zaule Rabuiese  | 29 | 30 | 7  | 8  | 15 | 26 | 49 | -23 |
|  | 15.  | Torre           | 23 | 30 | 4  | 11 | 15 | 31 | 55 | -24 |
|  | 16.  | Ol3             | 8  | 30 | 1  | 5  | 24 | 12 | 74 | -62 |

## Risultati

### Tabellone
|              | CHI | CJA | COR | GEM | ISM | LUM | MAN | OL3  | SAN | TOL | TOR | TRI | UFM | V.C | VES | ZAU |
| Chions       |     | 0-1 | 0-0 | 3-1 | 1-0 | 3-2 | 2-3 | 0-0  | 0-2 | 1-2 | 0-0 | 0-0 | 2-1 | 0-0 | 2-0 | 1-0 |
| Cjarlins     | 1-0 |     | 1-1 | 2-2 | 1-3 | 3-2 | 1-2 | 4-0  | 2-1 | 2-0 | 4-4 | 3-1 | 3-0 | 2-0 | 0-1 | 4-0 |
| Cordenons    | 1-1 | 1-1 |     | 2-1 | 3-1 | 2-0 | 2-0 | 2-1  | 0-1 | 1-0 | 2-1 | 1-1 | 1-2 | 2-1 | 3-2 | 4-0 |
| Gemonese     | 0-3 | 1-1 | 0-3 |     | 0-1 | 1-2 | 1-0 | 2-0  | 0-0 | 0-0 | 3-2 | 0-1 | 0-1 | 1-0 | 2-0 | 2-2 |
| ISM Gradisca | 2-2 | 1-2 | 0-0 | 1-0 |     | 0-2 | 1-0 | 2-1  | 0-2 | 0-1 | 1-0 | 0-1 | 0-2 | 0-2 | 0-1 | 0-0 |
| Lumignacco   | 2-3 | 0-1 | 1-1 | 0-0 | 5-0 |     | 1-1 | 1-0  | 1-1 | 2-1 | 2-1 | 1-0 | 0-0 | 1-2 | 5-0 | 0-3 |
| Manzanese    | 0-0 | 0-2 | 1-0 | 1-1 | 3-2 | 0-1 |     | 0-0  | 1-1 | 1-2 | 2-0 | 0-1 | 1-1 | 1-3 | 2-0 | 0-0 |
| Ol3          | 0-5 | 0-1 | 0-1 | 0-1 | 0-5 | 0-4 | 1-0 |      | 1-1 | 1-1 | 0-1 | 1-2 | 1-4 | 0-3 | 1-2 | 0-1 |
| Sanvitese    | 4-1 | 1-2 | 4-1 | 1-1 | 1-2 | 1-2 | 0-3 | 2-1  |     | 1-0 | 1-1 | 1-1 | 1-4 | 1-3 | 1-1 | 1-1 |
| Tolmezzo     | 2-1 | 1-0 | 0-1 | 1-0 | 0-1 | 1-2 | 0-0 | 0-0  | 2-2 |     | 5-1 | 0-1 | 1-3 | 1-2 | 2-4 | 1-0 |
| Torre        | 1-1 | 0-1 | 0-0 | 1-1 | 0-2 | 1-1 | 1-3 | 2-1  | 2-2 | 0-1 |     | 2-1 | 2-5 | 0-4 | 0-1 | 4-1 |
| Tricesimo    | 2-1 | 1-3 | 0-2 | 1-0 | 1-1 | 3-2 | 0-1 | 2-1  | 1-3 | 0-1 | 1-1 |     | 1-2 | 0-0 | 1-0 | 2-1 |
| UFM          | 3-1 | 1-0 | 2-1 | 3-1 | 3-0 | 2-0 | 4-1 | 11-0 | 2-0 | 2-0 | 4-0 | 4-1 |     | 3-2 | 1-1 | 2-0 |
| V.Corno      | 1-2 | 1-3 | 1-2 | 0-4 | 2-0 | 0-1 | 2-2 | 3-0  | 1-0 | 1-1 | 2-2 | 1-2 | 4-1 |     | 0-2 | 4-0 |
| Vesna        | 2-0 | 3-0 | 2-1 | 2-0 | 1-1 | 0-1 | 1-1 | 8-0  | 1-0 | 2-1 | 2-0 | 1-2 | 0-3 | 4-1 |     | 3-0 |
| Zaule        | 1-1 | 1-1 | 1-0 | 1-0 | 1-1 | 0-2 | 1-2 | 3-1  | 0-1 | 1-3 | 1-1 | 2-0 | 0-5 | 3-1 | 1-2 |     |

## Play-out
| Squadra 1 | Risultato | Squadra 2      |
| --------- | --------- | -------------- |
| Gemonese  | 1 - 0     | Zaule Rabuiese |

| Arbitro: | Gobbato (Latisana) |

|           |           |  |
| Zucca 47’ | Marcatori |  |

## Verdetti finali
- U.F.Monfalcone promosso in Serie D 2015-2016
- Cjarlins Muzane agli Spareggi Nazionali
- Gemonese e Zaule Rabuiese ai Playout.
- Torre e Ol3 retrocesse direttamente in Promozione. Zaule Rabuiese dopo i play-out

## Play-off nazionali

### Primo turno
| Arbitro: | Pascarella (Nocera Inferiore) |

|                          |           |                |
| F.Caon 57’, 70’ Kate 59’ | Marcatori | 45’ Battaglini |

| Arbitro: | Panetella (Bari) |

|                       |           |                                        |
| Fabbro 61’ 89’ (rig.) | Marcatori | 54’ F.Caon 63’ Rampanini 74’ Costantin |